# Koeban-staatsuniversiteit
De Koeban-staatsuniversiteit (Russisch: Кубанский государственный университет, КубГУ, KoebGOe, Engels: Kuban State University, afgekort KubSU), is een instelling voor hoger onderwijs in Krasnodar, Rusland, in de historische regio Koeban in de Noordelijke Kaukasus. Het is een van de grootste en oudste universiteiten in het zuiden van Rusland.
De universiteit werd in 1920 opgericht in Krasnodar. De eerste gekozen rector was Nikandr Marks, een voormalig generaal in het Russische keizerlijke leger, historicus en specialist in oude Russische paleografie.
In 1994 werd de universiteit uitgeroepen tot een van de toonaangevende instellingen voor hoger onderwijs in Rusland.
In 2004 en 2005 behoorde de universiteit tot de top 100 van instellingen voor hoger onderwijs in Rusland en werd ze bekroond met de Gouden Medaille voor Europese Kwaliteit.
In 2008 werd Michail Astapov, voormalig hoofd van de regionale onderwijsafdeling van Krasnodar, benoemd tot rector van de universiteit.
De Koeban-staatsuniversiteit leidt sinds 1970 buitenlandse specialisten op. De buitenlandse afgestudeerden komen uit meer dan 120 landen. Momenteel blijft de universiteit studenten uit Azië, Amerika, Afrika en Europa opleiden.